# F.C. Como Women
Il F.C. Como Women è una società calcistica femminile con sede nella città di Como. Milita in Serie A, la massima serie del campionato italiano. Ha disputato otto campionati di Serie A.
Fondata inizialmente nel 1997 come Como 2000 (Football Club Femminile Como 2000) e successivamente ridenominata A.C.F. Como (Associazione Calcio Femminile Como), nel 2020 la società non si è iscritta ai campionati ma, tramite il trasferimento a Como del titolo sportivo della Riozzese, è stata fondata una nuova società chiamata Riozzese Como, che l'anno successivo ha mutato il nome in F.C. Como Women.
I colori sociali sono il bianco e il nero.

## Storia

### La nascita del Como 2000
Dalle origini del calcio femminile a Como, negli anni settanta con la U.S. Libertas di Como, si arrivò al primo nucleo dell'attuale società, circa un ventennio dopo. Nel 1990, infatti, la Polisportiva Vigor Grandate si affilia alla F.I.G.C., partendo dalla Serie D. Nel 1996-1997 la società nota come Vigor Coop 2000 disputa il campionato di Serie C.
Nel 1997, con delibera assembleare del 23 giugno arriva il distacco del calcio femminile dalla Vigor Grandate e la fusione con una squadra del C.S.I. (il Moltrasio femminile) : nasce il Football Club Femminile Como 2000, per iniziativa dell'allora Direttore sportivo Antonio Aquilini.

### La scalata verso la Serie A
Dopo un solo anno arriva la promozione in Serie B. Nel 2001 la squadra raggiunge il picco massimo della sua ancor breve storia, con la promozione in Serie A. La prima stagione nella massima categoria si conclude con una salvezza ottenuta solo dopo lo spareggio di Roma contro il Gravina, vinto per 3-2. La stagione successiva si conclude con il 10º posto finale. Nel frattempo si disputa anche il derby con la Vallassinese Holcim, che nel giro di poche stagioni ha raggiunto la squadra del capoluogo in Serie A. La prima sfida va in scena il 29 novembre 2003 al Belvedere e si conclude con un pareggio per 1-1.

La rosa del Como 2000 per la stagione 2002-2003.

Nella stagione 2003-2004 le azzurre terminano il campionato all'ultimo posto, retrocedendo nella nuova Serie A2. Il primo anno tra i cadetti rischia di terminare con un'altra retrocessione, ma il Como 2000 si salva dopo uno spareggio, disputato ancora contro il Gravina, e ancora a Roma. Nella stagione successiva la squadra conquista stabilità e inanella una serie di risultati positivi, migliorando di anno in anno. Ma è nella stagione 2008-2009 che le azzurre tornano a competere per la promozione, arrivando terze a soli due punti dal Brescia e dopo aver dominato la classifica per buona parte del campionato.

### Il ritorno nella massima serie
Nel campionato di Serie A2 2010-2011, la promozione diretta sfuma all'ultima giornata di campionato, quando al Belvedere il ACF Milan si impone per 1-0. Il 23 maggio viene disputato lo spareggio contro la stessa squadra milanese, la quale si impone ancora una volta per il minimo scarto, segnando nei minuti di recupero. Tuttavia, in seguito alla rinuncia della Reggiana a disputare il campionato di Serie A 2011-2012, la federazione decide il ripescaggio della formazione lariana, che precede nella graduatoria dei "punti bonus" Napoli, Atletico Oristano, Südtirol Vintl e Aquile Bagheria. Nella stessa occasione, viene ufficializzato l'ingaggio di Mario Manzo (ex-giocatore del Como) come allenatore della prima squadra. Il club ritrova così la massima serie dopo sei anni d'assenza.
Conclude la stagione 2011-2012 all'8º posto in campionato, garantendosi la permanenza in categoria e lascia la Coppa Italia negli ottavi di finale. Anche nell'edizione 2012-2013 viene eliminata nello stesso turno della coppa nazionale, per mano delle detentrici del Brescia. In campionato, termina al 9º posto.
La stagione 2013-2014, resa ancora più difficile per la riforma del campionato che vede la retrocessione di ben sei società, si rivela più ostica delle precedenti, con la squadra che non supera gli ottavi di finale in Coppa Italia e che fatica a staccarsi dalla parte bassa della classifica e complici risultati negativi nelle ultime giornate, concludendo all'undicesimo posto, con 28 punti, e costretta a disputare i Play-out per assicurarsi uno dei due posti disponibili per la Serie A nella stagione successiva. Nella partita del 17 maggio 2014 riesce comunque a superare le avversarie per 2-0 in casa del Fimauto Valpolicella e il conseguente accesso al campionato di Serie A per la stagione entrante.
Per il campionato 2014-2015 viene ingaggiato come allenatore Fausto Cattaneo. La Serie A è ancora interessata dalla riforma del campionato che per la stagione successiva vedrà ridursi il numero da 14 a 12 squadre, di conseguenza il compito di mister Cattaneo si rivela ancora ostico. Il Como 2000 viene eliminato già ai sedicesimi di finale della Coppa Italia e in Serie A fatica nuovamente a muovere la classifica verso posizioni che possono garantire la salvezza. Benché nelle ultime giornate la squadra riesca a inanellare una serie di risultati positivi affrontando le dirette avversarie per non retrocedere, con 22 punti si classifica all'undicesimo posto che le vale la retrocessione in Serie B, ridiventato secondo livello nella struttura del campionato nazionale, dopo cinque stagioni in massima serie.
Per la stagione entrante la squadra, iscritta al girone A di Serie B, viene affidata al tecnico Antonio Cincotta. Ancora non riesce a superare i sedicesimi di finale in Coppa Italia ma la maggiore caratura tecnica della compagine rispetto alle avversarie non tarda a dare i frutti sperati e al termine del campionato riguadagna la promozione in Serie A dopo un solo anno di cadetteria.
La nuova stagione 2016-2017 vede il ritorno in panchina di Dolores Prestifilippo che già aveva allenato il Como 2000 tra il 2002 e il 2004, tuttavia a partire dalla terza giornata di campionato viene sostituita da Giuseppe Gerosa e dal suo staff. Al termine di un campionato difficile la squadra viene retrocessa in serie B.
Nella stagione 2017-2018 lo staff di Giuseppe Gerosa viene riconfermato.

### Vicende recenti

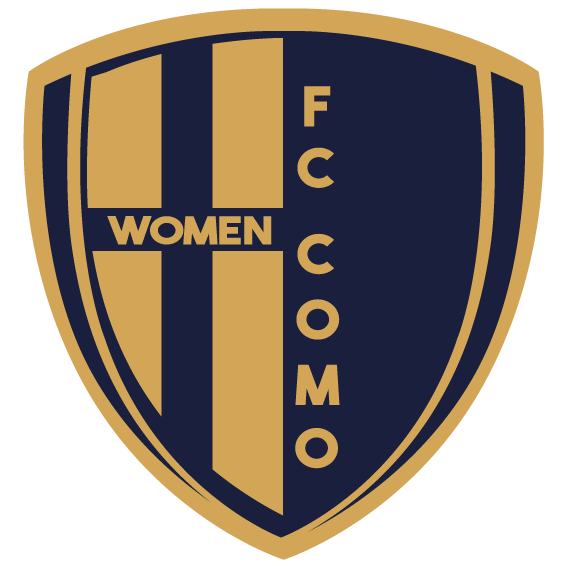
Logo fino al 2024

Nell'estate 2019, la società viene acquistata da Stefano Verga, che ne diviene il nuovo presidente e che cambia il nome in ACF Como. Come nuovo allenatore viene scelto Elio Garavaglia, già sulla panchina del Mozzanica.
Nel 2020 la società non si iscrive alla Serie B e, attraverso il trasferimento a Como del titolo sportivo della Riozzese, viene fondata la Società Sportiva Dilettantistica Riozzese Como. Nel 2021 la società assume la denominazione F.C. Como Women.
Dopo essersi classificata in settima posizione nel campionato di Serie A 2022-23 sotto la guida di Sebastiàn De La Fuente, il Como Women per la stagione 2023-24 sceglie Marco Bruzzano come nuovo allenatore della squadra. Al contempo la società passa di mano e viene rilevata dal fondo d'investimento statunitense Mercury/13.
Nell'estate 2024 la società abbandona gli storici colori oro-blu in favore dello schema bianco-nero; al contempo viene presentato un nuovo stemma.

## Stadio
Durante le sue prime stagioni, solitamente la squadra giocò le partite casalinghe al Centro Sportivo Belvedere, sito a Como, nel quartiere di Camerlata.
Successivamente, ha cambiato diversi impianti di gioco: dalla stagione 2011-2012 si è trasferita per due anni al Campo comunale Diego Bruga di Bizzarone,, poi dalla stagione 2013-2014 la squadra ha utilizzato come terreno di gioco casalingo per quattro anni lo Stadio Comunale di Ponte Lambro, e infine dalla stagione 2017-2018 il campo di gioco è il Centro sportivo SNEF Lambrone di Erba.
Dalla stagione 2022/2023, con la promozione in Serie A, il Como Women disputa le partite casalinghe allo stadio Ferruccio di Seregno.

## Allenatori
- 1997-1998 ?
- 1998-1999  Annunziato Risoleo
- 1999-2002  Luigino Mosconi
- 2002-2004  Dolores Prestifilippo
- 2003-2004  Stefania Basilico
- 2004-2010 ?
- 2010-2011  Livio Targa
- 2011-2014  Mario Manzo
- 2014-2015  Fausto Cattaneo
- 2015-2016  Antonio Cincotta
- 2016  Dolores Prestifilippo
- 2016-201?  Giuseppe Gerosa
- 2019-2021  Pablo Wergifker
- 2021 da febbraio  Fabio Calcaterra
- 2021-2023  Sebastiàn De La Fuente
- 2023-2024  Marco Bruzzano (1ª-20ª)
 Stefano Maccoppi (21ª-28ª)
- 2024-  Stefano Sottili

## Palmarès

### Competizioni nazionali
- Campionato italiano di Serie B: 3

2000-2001, 2015-2016, 2021-2022
- Campionato italiano di Serie C: 1

2019-2020

### Competizioni regionali
- Campionato di Serie D: 1

1993-1994
- Campionato di Serie C: 1

1997-1998

## Statistiche e record

### Partecipazioni ai campionati
| Livello | Categoria | Partecipazioni | Debutto   | Ultima stagione | Totale |
| ------- | --------- | -------------- | --------- | --------------- | ------ |
| 1º      | Serie A   | 11             | 2001-2002 | 2024-2025       | 11     |

## Organico

### Rosa 2024-2025
Rosa e numeri come da sito ufficiale.
| N. |                       | Ruolo | Calciatrice              |
| -- | --------------------- | ----- | ------------------------ |
| 1  | Italia (bandiera)     | P     | Katja Schroffenegger     |
| 2  | Danimarca (bandiera)  | C     | Agnete Marcussen         |
| 3  | Italia (bandiera)     | D     | Alia Guagni              |
| 4  | Italia (bandiera)     | D     | Giorgia Spinelli         |
| 6  | Norvegia (bandiera)   | C     | Mina Schaathun Bergersen |
| 7  | Italia (bandiera)     | C     | Nadine Nischler          |
| 8  | Slovacchia (bandiera) | C     | Dominika Škorvánková     |
| 9  | Spagna (bandiera)     | A     | Elisa del Estal          |
| 10 | Filippine (bandiera)  | A     | Sarina Bolden            |
| 11 | Slovenia (bandiera)   | A     | Dominika Čonč            |
| 13 | Italia (bandiera)     | C     | Ambra Liva               |
| 14 | Italia (bandiera)     | D     | Chiara Cecotti           |
| 15 | Italia (bandiera)     | D     | Chiara Bianchi           |
| 16 | Svezia (bandiera)     | C     | Julia Karlernäs          |
| 17 | Norvegia (bandiera)   | D     | Tuva Sagen               |

| N. |                        | Ruolo | Calciatrice              |
| -- | ---------------------- | ----- | ------------------------ |
| 18 | Albania (bandiera)     | C     | Alma Hilaj               |
| 20 | Lituania (bandiera)    | C     | Liucija Vaitukaitytė     |
| 21 | Italia (bandiera)      | C     | Miriam Picchi            |
| 22 | Italia (bandiera)      | P     | Astrid Gilardi           |
| 23 | Italia (bandiera)      | A     | Ginevra D'Agostino       |
| 24 | Italia (bandiera)      | D     | Giulia Rizzon (capitano) |
| 25 | Italia (bandiera)      | D     | Celeste Marchiori        |
| 26 | Italia (bandiera)      | A     | Andrea Gaia Colombo      |
| 27 | Germania (bandiera)    | C     | Ramona Petzelberger      |
| 28 | Stati Uniti (bandiera) | A     | Alexandra Kerr           |
| 30 | Italia (bandiera)      | P     | Giulia Ruma              |
| 33 | Slovenia (bandiera)    | C     | Zara Kramžar             |
| 44 | Spagna (bandiera)      | D     | Berta Bou Salas          |
| 78 | Italia (bandiera)      | P     | Francesca De Bona        |